# ليكس جولد
ليكس جولد (بالإنجليزية: Lex Gold)‏ هو مدرب كرة قدم ولاعب كرة قدم بريطاني، ولد في 14 ديسمبر 1940 في لانارك ‏ في المملكة المتحدة. لعب مع نادي رينجرز.